# Universo animado de DC

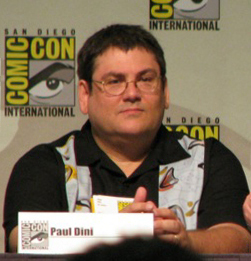
Paul Dini es el Guionista del Universo DC

El Universo Animado de DC (UADC) (en inglés: DC Animated Universe o DCAU) es el nombre dado al universo compartido centrado en un grupo de series de televisión animadas basadas en DC Comics, producidas por Warner Bros. desde principios de 1990 hasta mediados del 2006 comenzando con Batman: la serie animada, Las Aventuras de Batman y Robin, Superman: la serie animada, Las nuevas aventuras de Batman, Batman del futuro, El Proyecto Zeta, Static Shock, Gotham Girls, Lobo, Liga de la Justicia y terminando brevemente con la Liga de la Justicia Ilimitada y regresando con la película Batman y Harley Quinn en 2017.
Algunas partes de la franquicia de medios asociados, incluidas las películas y cortometrajes directos al video, los cómics, los videojuegos y otras adaptaciones multimedia, también se incluyen en la continuidad.
Esta continuidad también se conoce a veces como el Timmverse (Timmverso en español), por el productor Bruce Timm y su influencia creativa más consistente de la continuidad, y en el pasado como Diniverse (Diniverso en español), después de Paul Dini, que ha salido en su mayoría de los proyectos de Warner Bros. Animation.

## Dentro de la continuidad en el DCAU
Si bien ha habido varios proyectos animados basados en personajes de DC Comics a lo largo de las décadas, lo que comúnmente se acepta como el universo animado de DC consiste en el establo de series de televisión y películas que se derivan de Batman: la serie animada (1992-1995), primer programa de TV en esta continuidad. Dos personajes fuera del normal canon de Batman, Zatanna y Jonah Hex, aparecieron en el programa, pero la primera serie que indica una continuidad compartida con otros personajes conocidos fue el siguiente programa, Superman: la serie animada, en el que el personaje del título tiene encuentros con héroes como Flash y Linterna Verde.
Las series más antiguos como Súper amigos y más nuevas como The Batman, Legión de Super-Héroes, Batman: The Brave and the Bold y Young Justice no son parte de esta continuidad. Las Películas animadas originales del Universo DC lanzadas directas a video, como Superman: Doomsday, Justice League: The New Frontier y Batman: Gotham Knight, tampoco se consideran parte de la DCAU, a pesar de utilizar diseños de personajes similares y varias de ellas con mucho del mismo modelo de voz que la serie del DCAU anterior.

### Series de televisión
El Universo Animado de DC se compone principalmente de estas series de animación (y sus películas relacionadas, véase más adelante):
| Serie                          | Temporada | Temporada | Episodios | Episodios | Emisión original         | Emisión original         | Emisión original |
| Serie                          | Temporada | Temporada | Episodios | Episodios | Primera emisión          | Última emisión           | Cadena           |
| ------------------------------ | --------- | --------- | --------- | --------- | ------------------------ | ------------------------ | ---------------- |
| Batman: la serie animada       |           | 1         | 60        | 60        | 5 de septiembre de 1992  | 24 de mayo de 1993       | FOX              |
| Batman: la serie animada       |           | 2         | 10        | 10        | 13 de mayo de 1993       | 23 de mayo de 1994       | FOX              |
| Batman: la serie animada       |           | 3         | 10        | 10        | 10 de septiembre de 1994 | 26 de noviembre de 1994  | FOX              |
| Batman: la serie animada       |           | 4         | 5         | 5         | 11 de septiembre de 1995 | 15 de septiembre de 1995 | FOX              |
| Superman: la serie animada     |           | 1         | 13        | 13        | 6 de septiembre de 1996  | 15 de febrero de 1997    | The WB           |
| Superman: la serie animada     |           | 2         | 28        | 28        | 8 de septiembre de 1997  | 2 de mayo de 1998        | The WB           |
| Superman: la serie animada     |           | 3         | 13        | 13        | 19 de septiembre de 1998 | 12 de febrero de 2000    | The WB           |
| Las nuevas aventuras de Batman |           | 1         | 13        | 13        | 13 de septiembre de 1997 | 11 de julio de 1998      | The WB           |
| Las nuevas aventuras de Batman |           | 2         | 11        | 11        | 14 de septiembre de 1998 | 16 de enero de 1999      | The WB           |
| Batman del futuro              |           | 1         | 13        | 13        | 10 de enero de 1999      | 22 de mayo de 1999       | The WB           |
| Batman del futuro              |           | 2         | 26        | 26        | 17 de septiembre de 1999 | 19 de agosto de 2000     | The WB           |
| Batman del futuro              |           | 3         | 13        | 13        | 16 de septiembre de 2000 | 18 de diciembre de 2001  | The WB           |
| Static Shock                   |           | 1         | 13        | 13        | 23 de septiembre de 2000 | 12 de mayo de 2001       | The WB           |
| Static Shock                   |           | 2         | 11        | 11        | 26 de enero de 2002      | 4 de mayo de 2002        | The WB           |
| Static Shock                   |           | 3         | 15        | 15        | 25 de enero de 2003      | 21 de junio de 2003      | The WB           |
| Static Shock                   |           | 4         | 13        | 13        | 17 de enero de 2004      | 22 de mayo de 2004       | The WB           |
| El Proyecto Zeta               |           | 1         | 12        | 12        | 27 de enero de 2001      | 11 de agosto de 2001     | The WB           |
| El Proyecto Zeta               |           | 2         | 14        | 14        | 30 de marzo de 2002      | 10 de agosto de 2002     | The WB           |
| Liga de la Justicia            |           | 1         | 26        | 26        | 17 de noviembre de 2001  | 9 de noviembre de 2002   | Cartoon Network  |
| Liga de la Justicia            |           | 2         | 26        | 26        | 5 de julio de 2003       | 29 de mayo de 2004       | Cartoon Network  |
| Liga de la Justicia Ilimitada  |           | 1         | 13        | 13        | 31 de julio de 2004      | 29 de enero de 2005      | Cartoon Network  |
| Liga de la Justicia Ilimitada  |           | 2         | 13        | 13        | 5 de febrero de 2005     | 23 de julio de 2005      | Cartoon Network  |
| Liga de la Justicia Ilimitada  |           | 3         | 13        | 13        | 17 de septiembre de 2005 | 13 de mayo de 2006       | Cartoon Network  |

### Relación entre series
| Serie                          | Conexión entre series |
| ------------------------------ | --- |
| Batman: la serie animada       | Punto de partida para el universo Personajes presentados: «Zatanna» (Zatanna) «Showdown» (Jonah Hex) |
| Superman: la serie animada     | Crossovers con Las nuevas aventuras de Batman: «World's Finest» «Knight Time» «The Demon Reborn» Personajes presentados: «Speed Demons» (Flash) «The Hand of Fate» (Dr. Destino) «Heavy Metal» (Acero) «In Brightest Day» (Corporación de Linternas Verdes) «A Fish Story» (Aquaman) «The Main Man» Partes 1 y 2 (Lobo) |
| Las nuevas aventuras de Batman | Secuela de Batman: la serie animada Crossover con Superman: la serie animada: «Girl's Night Out» Personajes presentados: «The Demon Within» (Etrigan) «Beware The Creeper» ( El Creeper) |
| Batman del futuro              | Secuela de Las nuevas aventuras de Batman Crossover con El Proyecto Zeta: «Countdown» Personajes presentados: «Zeta» (Unidad de infiltración Zeta) «The Call» (La Liga de la Justicia ilimitada) |
| Static Shock                   | Crossovers: «The Big Leagues» (Las nuevas aventuras de Batman) «Fallen Hero» (Liga de la Justicia) «Future Shock» (Las nuevas aventuras de Batman y Batman del futuro) «Hard as Nails» (Las nuevas aventuras de Batman) «A League of Their Own» (Liga de la Justicia) «Toys in the Hood» (Superman: la serie animada)   |
| El Proyecto Zeta               | Spin-off de Batman del futuro Crossover con Batman del futuro: «Shadows» |
| Liga de la Justicia            | Secuela de Superman: la serie animada y Las nuevas aventuras de Batman Personajes presentados: «Metamorphosis» (Metamorfo) |
| Liga de la Justicia Ilimitada  | Secuela de Liga de la Justicia Crossovers: «The Once and Future Thing» (Static Shock y Batman del futuro) «Epilogue» (Batman del futuro) |

### Series web
Dos series web canónicas de dibujos animados DCAU Macromedia Flash son descargables desde el sitio web del Banco Mundial. Como se puede esperar, la animación no estaba a la par con los programas de televisión. Aunque fueron bien recibidos estos webtoons, solo Gotham Girls está disponible en DVD. Vino con DVD junto con la serie en imagen real (no ubicada en el DCAU) Birds of Prey:
| Serie        | Temporada | Temporada | Episodios | Episodios | Lanzamiento original | Lanzamiento original    | Lanzamiento original |
| Serie        | Temporada | Temporada | Episodios | Episodios | Primera emisión      | Última emisión          | Cadena               |
| ------------ | --------- | --------- | --------- | --------- | -------------------- | ----------------------- | -------------------- |
| Gotham Girls |           | 1         | 11        | 11        | 27 de julio de 2000  | 14 de diciembre de 2000 | warnerbros.com       |
| Gotham Girls |           | 2         | 10        | 10        | 5 de junio de 2001   | 9 de octubre de 2001    | warnerbros.com       |
| Gotham Girls |           | 3         | 10        | 10        | 16 de julio de 2002  | 19 de noviembre de 2002 | warnerbros.com       |
| Lobo         |           | 1         | 14        | 14        | 15 de junio de 2000  | 2000                    | warnerbros.com       |

### Películas
Hubo planes para una película de Batman: The Animated Series, cuales empezaron a formar una película cuya trama sería que los reclusos del Manicomio Arkham tomaban el control del manicomio y que sometían a Batman a un juicio, similar a lo ocurrido en la novela gráfica Arkham Asylum: A Serious House on Serious Earth, pero dicha película terminó convirtiéndose en el episodio "Trial", de la segunda temporada. Sin embargo, en 1993, se estrenó la película Batman: Mask of the Phantasm, debido al gran éxito de la primera temporada de la serie. El filme relata los inicios de Batman y las muertes de mafiosos a manos de un vigilante llamado el Fantasma. El filme se estrenó el 25 de diciembre de ese mismo año en cines, debido a su buena calidad, por lo cual Bruce Timm expresó cierto remordimiento por no haber comercializado agresivamente la película antes de su estreno en la gran pantalla. Se hicieron figuras de acción de los personajes, entre ellas, la del Fantasma y la del Joker con Jetpack.
En 1998, se estrenó otro filme basado en Batman: The Animated Series, titulado Batman & Mr. Freeze: SubZero, cual sirvió como el final de la serie. La película sirvió de secuela espiritual para Batman: Mask of the Phantasm, y de secuela directa del episodio "Deep Freeze". El filme relata el regreso de Mr. Freeze a Ciudad Gótica con el fin de capturar a Batichica, puesto que ella puede salvar con sus órganos a su esposa Nora Fries, por lo cual Batman y Robin tienen que vencerlo a él y a Gregory Belson. La historia de Mr. Freeze fue continuada con los episodio "Cold Comfort", de The New Batman Adventures; y con el episodio "Meltdown" de Batman Beyond, cual relató la muerte de Freeze.
En el 2000, se lanzó la película Batman Beyond: Return of the Joker, basada en la serie Batman Beyond. La película relató el misterioso regreso del Joker quien ahora debe ser derrotado por Terry McGinnis, el nuevo Batman del año 2040, mientras que Bruce Wayne, Ace el Perro, y Barbara Gordon le brindan ayuda. Esta película fue muy criticada por su censura y extrema violencia, junto con escenas de sangre, lo cual provocó que la segunda película de Batman Beyond se cancelara.
El 17 de noviembre del 2001, se estrenó el primer episodio de Justice League, titulado "Secret Origins". Este episodio de tres partes fue estrenado como película cuando se estrenó en la tele.
En el 2002, salió al mercado el episodio de tres partes de Superman: The Animated Series, "World's Finest", cual salió al mercado bajo el nombre de The Batman Superman Movie: World's Finest. El episodio crossover relata sobre los negocios del Joker y Lex Luthor para acabar tanto con Superman que con Batman, mientras ellos trabajan cooperativamente para derrotarlos y para proteger a Loise Lane.
En el 2003, salió la última cinta del DCAU, titulada Batman: el misterio de Batimujer, basada en Batman: The Animated Series, pero bajo los nuevos diseños de los personajes de parte de The New Batman Adventures. La cinta relata sobre la aparición de una nueva superheroína llamada Batwoman, y sobre Batman y Robin impidiendo los negocios de Rupert Thorne, el Pingüino, Carlton Duquesne, y de Bane, quienes quieren enviar armas hacia Kasnia. El 12 de marzo del 2013, esta cinta fue enviada al formato Blu-ray.
Tras el éxito de Batman & Mr. Freeze: SubZero, se planeó una secuela espiritual titulada Batman: Arkham, pero fue cancelada para realizar Batman Beyond: Return of the Joker. Hubo planes para una segunda película de Batman Beyond, pero la idea fue desechada, aunque la trama del proyecto fue utilizada para el episodio "Epilogue", de Justice League Unlimited. También, se planeó una película con el título de Justice League: Worlds Collide, cual habría cerrado Justice League y habría iniciado Justice League Unlimited. El proyecto fue cancelado, pero al final, la trama fue utilizada para la película del 2010, Justice League: Crisis on Two Earths, solo que dicha película no es canónica con el DCAU.
Hasta la fecha, se sigue continuando la producción de una película en imagen real de Batman Beyond (probablemente, esta película no sería canónica con el DCAU), debido a la mala crítica de Batman & Robin (1997) y al reinicio de las películas de Batman, cual será dirigida y escrita por Paul Dini. Al principio, se pensó que sería la quinta entrega de la saga de Joel Schumacher/Tim Burton, tras la cancelación de Batman Triumphant. En agosto del año 2000, la compañía Warner Bros. (cual posee los derechos de DC Comics, reveló que estaba en desarrollo una adaptación cinematográfica de Batman Beyond, con Boaz Yakin para co-escribirla y dirigirla. Los creadores de la serie anónima, Alan Burnett y Dini, fueron contratados por Warner Bros. para escribir el guion del largometraje, con el autor Neal Stephenson para consultarlos. En julio del año 2001, un primer borrador del guion fue entregado al estudio, y los escritores estaban esperando para ver si se necesitaba una reescritura. El estudio, además ver otra toma de Batman en el desarrollo (probablemente, la cancelada Batman Glorious Final), finalmente colocó en su agenda la adaptación de Batman Beyond en espera, desde agosto del 2001. Años después, Robbie Amell (que interpretó a Ronnie Raymond/Firestorm en la serie del 2014, The Flash) habló sobre lanzar su ideal el filme de Batman Beyond. Hasta la fecha, se sigue rumoreando que la película en imagen real de Batman Beyond, se ubicara en el DC Extended Universe, lo cual haría (como ya hemos dicho), que no sea canónica con el DCAU.

## Personajes originales del DCAU
Algunos personajes del DCAU, son propios, por lo cual si tuvieron éxito, habrán aparecido en DC Comics:

### Batman: The Animated Series
Batman: The Animated Series sería más tarde The Adventures of Batman & Robin, Batman: Mask of the Phantasm y Batman & Mr. Freeze: SubZero
- Arnold Stromwell
- Emile Dorian
- H.A.R.D.A.C
- Harley Quinn/Harleen Quinzel
- Josiah Wormwood
- Kyodai Ken
- Garra Roja
- Roland Daggett
- El Rey del Alcantarillado/Joshia Wormwood
- Ubu
- Renee Montoya
- Karl Rossum
- Summer Gleeson
- Véronica Vreeland
- El Fantasma Gris
- Tygrus
- Boxy Bennet
- El Dr. Bartolomeo
- El Fantasma/Andrea Beaumont
- Charles "Chuckie" Sol
- Salavatore Valestra
- Carl Beaumont
- Buzz Bronski
- Brian Daly
- Baby-Doll/Marion Louise "Mary" Dahl
- Tod Baker
- Tammy Vance
- June Winthrop
- Spunky Spencer (su apellido jamás se revela ni se menciona en el episodio pero en los créditos dice "Spunky Spencer Jason Marsden", dando a entender que se apellida Spencer)
- Mariam
- El Rey de los Condimentos
- Nora Fries
- El Nuevo Mr. Freeze/Grant Walker
- Encierro/Lyle Bolton
- Shacra y Nutchka
- Kunac
- Gregory Belson
- Kowalski, Vinnie, y Knuckles

### Superman: The Animated SeriesyThe Batman/Superman Movie: World's Finest
- Mercy Graves
- Caesar Carlini

### The New Batman AdventuresyBatman: el misterio de Batimujer
- Roxy Rocket/Roxanne Sutton (a pesar de que primero apareció en una serie de cómics basados en Batman: The Animated Series, fue introducida en The New Batman Adventures en el episodio "The Ultimate Thrill", siendo su debut animado)
- La Chica del Calendario
- El juez (Dos Caras)
- J. Carroll Corcoran
- Katty Duquense
- Carlton Duquense

### Batman BeyondyBatman Beyond: Return of the Joker
- Derek Powers/Blight
- Paxton Powers
- 2-D Man/Stuart Lowe
- Jokerz:
  - Scab
  - Smirk
  - Coe
  - J-Man
  - Dottie
  - Lee
  - Spike
  - Top Hat Joker
  - Tayko
  - Terminal
  - Trey
  - Weasel
  - Ghoul
  - Dee Dee
  - Bonk
  - Chucko
  - Woof

## Discontinuidad con el DCAU

### Teen Titans(2003-2006)
Una fuente de controversia entre los fanes ha rodeado el lugar de Teen Titans en el DCAU. Durante la producción de la serie, Bruce Timm dijo que esa serie no se cruzaba con Liga de la Justicia Ilimitada; sin embargo, cabe señalar que se consideraba hacerlo, y eligió no por razones de estilo y presentación. También, el productor y creador de la serie, Glen Murakami ha declarado que la inspiración para la serie fue de la serie de cómics The New Teen Titans de la década de 1980, y no la serie animada Liga de la Justicia. Aunque Batman se refiere a los "Titanes" en el episodio Static Shock, "Hard as Nails" , hay pocos indicios de que los "Titanes" que se mencionan son los representados en esta serie. Durante la carrera del espectáculo, nunca fue creado para ser una parte de la mayor DCAU. Dejó de haber controversias cuando este show terminó, ya que terminó antes de Justice League Unlimited.

### Legión de Superhéroes(2006-2008)
A pesar de la creencia popular, la serie sobre la Legión de Super-Héroes que se estrenó en el 2006, no fue escondida por el episodio de Liga de la Justicia Ilimitada, "Far From Home" (o el episodio de Superman: The Animated Series, "New Kids in Town"). Fue idea de Cartoon Network para sacar provecho de las películas de Superman Returns (aunque Superman Lives, la secuela de esta película, fue cancelada). Al igual que los Titanes, hay una Legión de Super-Héroes en el DCAU, pero esta es una encarnación completamente diferente.

### Otras series y películas
Varias otras series de televisión y películas basadas en el Universo DC han salido al aire en diferentes canales u producidas por otros estudios, pero no se establecieron en el DCAU:
- The Batman (2004-2008)
- The Batman vs. Drácula (2005)
- Krypto the Superdog (2005-2006)
- Superman: Brainiac Attacks (2006) (NOTA: Todos los personajes tienen su diseño del DCAU, pero este filme no es canon)
- Teen Titans: Trouble in Tokyo (2006)
- Películas animadas originales del Universo DC (2007-presente)
- Batman: The Brave and the Bold (2008-2011)
- Young Justice (2010-2013; 2018-2021)
- Green Lantern: The Animated Series (2012-2013)
- Teen Titans Go! (2013-presente)
- Beware the Batman (2013-2014)
- JLA Adventures: Trapped In Time (2014)
- Justice League Action (2016-2018)
- Tomorrowverse (2020-presente)

### Historietas
Varios cómics fueron publicados bajo licencia por DC y más tarde su impronta orientada a la juventud, Johnny DC. Aunque en algunos casos, los equipos de producción de las series animadas estuvieron involucrados en los cómics, por lo general éstos son contados fuera de la continuidad con la serie. Los cómics presentaron a Superman, Lex Luthor, Huntress , Killer Frost, AMAZO, Shadow Thief, Chronos y muchos otros después de sus debuts animados, y de una manera totalmente diferente.
En algunas ocasiones, la información de los cómics se utiliza-si un personaje original DCAU va sin nombre en el espectáculo en sí. Los ejemplos incluyen Dottie, Tayko y Weasel.

### Libros
Muchos libros de lectura fácil se escribieron, uniendo Batman: The Animated Series, Static Shock, Justice League y los demás.

### Videojuegos
Debido a su naturaleza interactiva, y a menudo la falta de línea de la historia, los videojuegos presentan un problema de continuidad.

## «Bat-embargo»
«Bat-embargo» fue el término usado para referirse a la decisión de limitar o prohibir el uso de personajes relacionados con Batman de cualquier fuente de medios de comunicación fuera de la nueva franquicia fílmica de películas de Batman (la dirigida por Christopher Nolan): The Dark Knight y la serie animada The Batman. Esta decisión significaba que sólo los oscuros villanos, como El Rey Reloj, KGBestia, Gork, el profesor Milo, o Blockbuster aparecerían en el DCAU.
El embargo terminó en el año 2008 porque Batman: The Brave and the Bold ya no presentó limitaciones ni prohibiciones.